# Servicio Autónomo Nacional de Acueductos y Alcantarillados
El Servicio Autónomo Nacional de Acueductos y Alcantarillados (SANAA) es una empresa estatal de Honduras, fundado en 1961 bajo el decreto 61, encargada de desarrollar los abastecimientos públicos de Agua potable y alcantarillados sanitarios en el país.

## Centros de distribución
Sus centros de distribución son Centro Canal 11, Centro Colonia 21, El Picacho, El Estiquirín, Juan A. Lainez, Los Filtros, Centro Miraflores, Centro Loarque, El Chimbo, Loarque, Los Laureles, Proyecto Concepción, Sabacuante, Tanque Alto.

## Represas
En Tegucigalpa el SANAA potabiliza el agua en las represas Los Laureles y La Concepción, el agua de lluvia que cae en el invierno sustenta a Tegucigalpa durante todo el año. La represa Los Laureles procesa 57 mil metros cúbicos por hora, en total se tratan 2,000 litros por segundo.

## Descentralización
Entre 2003 y 2013 se lleva a cabo un proceso de desentralización para delegar la administración de servicios a los municipios.